# Lukula (territorium)
Lukula är ett territorium i Kongo-Kinshasa. Det ligger i provinsen Kongo-Central, i den västra delen av landet, 290 km väster om huvudstaden Kinshasa.